# إيرل وودز
إيرل وودز (بالإنجليزية: Earl Woods)‏ هو كاتب أمريكي، ولد في 5 مارس 1932 في مانهاتن في الولايات المتحدة، وتوفي في 3 مايو 2006 في سايبريس في الولايات المتحدة بسبب سرطان البروستاتا ونوبة قلبية.